# Мандар
Мандар — народ, численностью 500 тысяч человек. Проживают в Индонезии на западном побережье острова Сулавеси. Основной — мандарский язык, принадлежащий к австронезийской семье западно-австронеизийской группы. Также люди этой народности используют в своей речи такие языки, как бугисский и индонезийский.

## Религия
Религиозная принадлежность — мусульмане-сунниты.

## История
Народ мандар на протяжении нескольких веков связан с аборигенным населением, похожим на южных тораджам. Более того мандар связан с полиэтичным населением торговых центров, находящихся на восточном побережье Макасарского пролива. В XV—XVI вв. мандар попали в зависимость от бугисских княжеств. Это послужило началом развития товарно-денежных отношений у мандар.
Вскоре своё влияние распространила федерация семи мандарских владений Питу Бинанга на горные районы, где жили тораджи.
В конце XVII века голландские колонизаторы завоевали территорию мандар. А с 1949 года данная территория вошла в состав Индонезии.

## Социальная структура народа
У народа мандар преобладают пережитки традиционных отношений. Феодальная знать, включая правителей — марадиа, сливается с административно-управленческим аппаратом.
Однако в мандарском обществе наблюдалась и следующая интересная тенденция: многие женщины покидали свою традиционную работу за ткацким станком и начали заниматься торговлей рыбой (Volkman 1994: 564).

## Культура
По культуре мандар похожи на бугисов. Занимаются рыболовством (экспорт: сушёная, солёная, ферментированная рыба), ручное земледелие (кокосовая пальма, суходольный рис, кофе, табак, поливное рисосеяние)и лесные промыслы. Считается, что народ мандар — лучшие мореходы Сулавеси, которые обслуживают каботажные перевозки.
Традиционный музыкальный инструмент — двухструнная лютня (Gorlinski 1999: 200).